# A Nightmare on Elm Street 3: Dream Warriors
A Nightmare on Elm Street 3: Dream Warriors is een Amerikaanse slasher-film uit 1987, geregisseerd door Chuck Russell.

## Verhaal
Kristen Parker begint vreemde dromen te krijgen: ze ontwaakt bij een angstaanjagend, leegstaand huis in Elm Street met ernaast een paar spelende kinderen. Wanneer ze een klein meisje op een driewieler ziet, probeert ze haar te naderen. Het meisje rijdt naar binnen, waardoor Kristen nu ook naar binnen loopt. Wanneer ze voetstappen van iemand anders hoort, zegt het meisje dat Freddy thuis is. Nadat ze is ontwaakt wordt Kristen in haar badkamer aangevallen door Freddy, die haar in haar pols snijdt. 
Kristen wordt door haar moeder, die denkt dat ze suïcidaal is, naar een psychiatrische inrichting gestuurd. Als ze daar zachtjes de liedjes zingt die ze in haar dromen hoort, wordt ze opgemerkt door medewerker Nancy Thompson. De twee raken al snel bevriend en Kristen overtuigt Nancy ervan dat Freddy nog leeft, wanneer Kristen de kracht heeft iemand anders mee te brengen naar haar dromen en dit doet bij Nancy als ze aangevallen wordt door Freddy. Het lukt Nancy dan ook om Kristen te redden.
Nancy komt erachter dat Freddy niet alleen achter Kristen aan zit, maar het ook op de andere patiënten in de inrichting gemunt heeft; dit zijn namelijk de nog levende kinderen van degenen die Krueger eerder hebben omgebracht. Door middel van groepshypnose probeert ze hen allen dezelfde droom te laten dromen, zodat ze hun krachten ontdekken. Ondertussen krijgt Neil Gordon, de psychiater, bezoeken van een onbekende, mysterieuze non genaamd Mary Helena. Zij vertelt de man dat Freddy nooit echt begraven is en dat dit moet gebeuren om hem voorgoed te verbannen naar zijn uiteindelijke residentie. Maar ze moeten opschieten wanneer al een van de slachtoffers bijna wordt vermoord: na een akelige droom met Freddy erin, raakt Joey, een van de andere patiënten, in een coma. Al snel worden Neil en Nancy ontslagen wanneer de andere medewerkers deze "onzin" niet geloven en die twee wel volledig achter de kinderen staan. Kristen is dan ook ontzet vanwege de absentie van Nancy. Terwijl de kinderen nog worstelen met Freddy en nu tegelijkertijd in slaap vallen om sterker te staan samen met Nancy, gaat Neil, samen met Nancy's vader, op zoek naar Freddy's lichaam. Maar al snel overlijden er kinderen. Taryn en Will worden bruut vermoord door de moordenaar. Ondertussen vinden Nancy, Kristen en Kincaid Joey. 
Dan verschijnt Freddy weer en probeert hen te vermoorden, maar hij wordt gestoord door Neil en Nancy's vader, die inmiddels Freddy's botten hebben gevonden. Freddy weet zich naar zijn botten toe over te schakelen en vermoordt Nancy's vader. Vervolgens gaat hij weer terug naar de slachtoffers en belandt in een heftig gevecht met Nancy. Hij steekt haar met zijn handschoen, maar Nancy valt hem aan met zijn eigen handschoen. Uiteindelijk lukt het Neil om Freddy via de botten te vermoorden, maar het is al te laat om Nancy's leven nog te redden.
Bij haar begrafenis komt Neil erachter dat de non Neil een handje heeft geholpen toen hij Freddy wist te vermoorden. Hij ontdekt ook dat Mary Helena eigenlijk Freddy's moeder, Amanda Krueger, is.

## Rolverdeling
| Acteur             | Personage                  |
| ------------------ | -------------------------- |
| Patricia Arquette  | Kristen Parker             |
| Robert Englund     | Freddy Krueger             |
| Heather Langenkamp | Nancy Thompson             |
| Craig Wasson       | Neil Gordon                |
| Ken Sagoes         | Roland Kincaid             |
| Rodney Eastman     | Joseph 'Joey' Crusel       |
| Jennifer Rubin     | Taryn White                |
| Bradley Gregg      | Philip Anderson            |
| Ira Heiden         | William 'Will' Stanton     |
| Laurence Fishburne | Max (als Larry Fishburne)  |
| John Saxon         | Lt. Donald Thompson        |
| Priscilla Pointer  | Dokter Elizabeth Simms     |
| Penelope Sudrow    | Jennifer Caulfield         |
| Clayton Landey     | Lorenzo                    |
| Brooke Bundy       | Elaine Parker              |
| Nan Martin         | Non                        |
| Kristen Clayton    | Klein meisje op driewieler |
| Sally Piper        | Verpleegster 1             |
| Zsa Zsa Gabor      | Zichzelf                   |

## Prijzen en nominaties
Prijzen (1988)
- De Critics Award Special mention (Chuck Russel)

Nominaties (1988)
- De International Fantasy Film Award voor beste film
- 3 Saturn Awards
  - Beste Horror Film
  - Beste Make-Up
  - Beste Mannelijke bijrol (Robert Englund)

## Achtergrond
- In de scène waarin Neil in Freddy's graf wordt gegooid door Freddy en wordt begraven, is overgenomen uit de film Body Double (1984).
- De film die Jennifer kijkt voor haar dood is Critters.
- Patricia Arquette maakte hier haar filmdebuut.